# 帯金充利
帯金 充利（おびがね みつとし、1956年 - 2021年）は、日本の文筆家。静岡県沼津市生まれ。1980年東京理科大学理学部数学科卒業。静岡県で高校教諭となる。静岡県立伊豆中央高等学校教諭、静岡県立伊東高等学校教諭。

## 著書
- 『新美南吉紹介』三一書房 2001 ISBN 978-4380012020
- 『再来-山本玄峰伝』大法輪閣 2002 ISBN 978-4804611860
- 『It is possible.  日本ハンドボールが輝く日』叢文社 2003 ISBN 978-4794704702
- 『天上の歌 岡潔の生涯』新泉社 2003 ISBN 978-4787703064
- 『オヤジのためのクラシック音楽入門 バロックから現代音楽まで』新泉社 2004 ISBN 978-4787704092
- 『幕末会津藩主・松平容保』叢文社 2006 ISBN 978-4794705631